# Walk On By (Leroy Van Dyke)
Walk on By is een nummer geschreven door Kendall Hayes en uitgevoerd door de Amerikaanse countrymuzikant Leroy Van Dyke. Het werd uitgebracht in juni 1961 als de eerste single en titeltrack van het album Walk On By. Het nummer was Van Dykes meest succesvolle single en stond 37 weken in de countryhitlijst en een recordbrekende 19 weken op nummer 1. "Walk on By" bereikte de pophitlijst met een piek op nummer vijf, en werd door Billboard Magazine, in de 100-jarige jubileumuitgave (1994), uitgeroepen tot de grootste countrymuziekplaat in de geschiedenis.
De 19 weken durende run van "Walk On By" was een record dat 51 jaar standhield totdat "Cruise" van Florida Georgia Line op 20 juli 2013 zijn 19e week op nummer 1 bereikte; De week erna overtrof "Cruise" de norm door zijn 20e week op nummer 1 te noteren. Totdat Florida Georgia Line het in totaal aantal weken op nummer 1 overtrof, hield "Walk On By" het record voor de meeste weken op nummer 1 sinds de introductie van de allesomvattende Hot Country Songs (toen nog Hot C&W Sides)-hitlijst in oktober 1958; het record aller tijden voor de meeste weken op nummer 1 (50 weken) is de release uit 2017 "Meant to Be" van Bebe Rexha met Florida Georgia Line.